# Beverley Bie Brahic
Beverley Bie Brahic es una poeta canadiense y traductora que vive en París, Francia y en el área de la Bahía de San Francisco. Su colección de poesía, Hojas Blancas, fue finalista para el Premio Foward y una Recomendación de la Sociedad de Libro de Poesía. Sus traducciones incluyen Guillaume Apollinaire:El Poco Coche, ganador del Scott Moncrieff Premio; Francis Ponge: Oda Inacabada al Barro, finalista para el Popescu Premio de Poesía en Traducción; Yves Bonnefoy: La Hora Presente; y libros por Hélène Cixous, incluyendo Retrato de Jacques Derrida como Santo judío Joven, Manhattan, y Hyperdream, Jacques Derrida y Julia Kristeva.

## Poesía
Cazando el Boar. (CBeditions). Recomendación de Sociedad de Libro de poesía, 2016.
Hojas blancas. (CBeditions). 2012 Premio de Delantero finalista de Colección Mejor; Recomendación de Sociedad de Libro de Poesía.
Hojas blancas. (Fitzhenry & Whiteside, 2012).
En contra Gravedad. (Worple Prensa, 2005)
Oda inacabada a Barro por Francis Ponge. (CBeditions). 2009 Popescu Premio para finalista de Traducción de la Poesía.
El Poco Coche por Guillaume Apollinaire. (CBeditions, 2012). Ganador del Scott Moncrieff Premio.  Premios de Libro de California del norte finalista.
La Hora Presente por Yves Bonnefoy (Libros de Gaviota, 2013)
La cadena Larga de la Ancla por Yves Bonnefoy (Libros de Gaviota)]

## Traducciones de prosa seleccionada
Rue Traversière Por Yves Bonnefoy .
Jacques Derrida. Génesis, Genealogías, Género y Genio (Columbia y Universidad de Edimburgo Pulsa, 2006).
Julia Kristeva. Esta Necesidad Increíble de Creer (Columbia Prensa Universitaria, 2009). 2010 Fundación americana francesa finalista de Premio de la Traducción.
Hélène Cixous. Retrato de Jacques Derrida como Santo judío Joven (Columbia Prensa Universitaria, 2004).
—. Reveries De la Mujer Salvaje (Northwestern Prensa Universitaria, 2006).
—. El Día no Fui Allí (Northwestern Prensa Universitaria, 2006).
—. Sueño Te Dices (Columbia y Universidad de Edimburgo Pulsa, 2006).
— Y Roni Cuerno. Agua Viva (Anillos de Lispector) (Steidl Verlag, 2006)
--. —. Manhattan  (Fordham Prensa Universitaria, 2007).
—. "Hyperdream (Polity Prensa, 2009). Nominado para el Impac Premio de Dublín 2011.
—. "Hemlock (Polity Prensa, 2011).
— Y Frédéric-Yves Jeannet. Encuentros: Conversaciones encima Vida y Escritura (Polity Prensa, 2012).
—. "Giros y Vueltas en el Corazón antártico (Polity Prensa, 2014). 2014 Traducción de BOLÍGRAFO Premio longlist.